# Louis Godefroy Jadin
Pour les articles homonymes, voir Jadin.
Louis Godefroy Jadin, né le 30 juin 1805 à Paris où il est mort dans le 1er arrondissement le 24 juin 1882, est un peintre animalier et peintre paysagiste français, connu pour avoir peint les chasses de Napoléon III et les chiens du beau monde sous le Second Empire.

## Biographie
Louis Godefroy est le fils du compositeur Louis Emmanuel Jadin, et le frère d'Adolphe Jadin.
Élève de Louis Hersent, d'Abel de Pujol, de Paul Huet, de Richard Parkes Bonington et d'Alexandre-Gabriel Decamps, il exposa pour la première fois au Salon en 1831 et fut également graveur.
Ami intime d'Alexandre Dumas, il l'accompagna dans plusieurs voyages, notamment à Naples en 1835 et à Florence en 1840. Dumas introduisit le peintre auprès de Ferdinand-Philippe d'Orléans, dont il orna la salle à manger, au palais des Tuileries, de scènes cynégétiques.
Il est inhumé le 26 juin 1882 au cimetière de Montmartre 10e division dans la même tombe que son père.

## Élèves
- Eugène Louis Pirodon (en gravure)

## Jugements
Edmond About au Salon de 1857

« M. Jadin nous a fait admirer, autrefois, avec plus d'éclat et de vigueur, ces qualités françaises qu'on goûte chez M. Dubuisson. M. Jadin a été un paysagiste sain et vigoureux, du temps qu'il habitait la villa d'Este. M. Jadin, lorsqu'il inventa les dogues, était le premier parmi nos peintres d'animaux. M. Jadin a été maître et ne l'est plus ; cependant, quoi qu'en dise le proverbe, on peut être et avoir été. Je ne crois pas qu'il ait jamais dessiné comme Sneyders ni même comme Desportes, mais il a manié puissamment les attitudes et les mouvements de la bête ; il a fait comprendre aux plus ignorants la stratégie des grandes chasses. Portraitiste habile dans son genre, il a brossé des têtes dignes de figurer à Versailles, si l'on y fait jamais une galerie des chiens célèbres. »

Charles Baudelaire au Salon de 1859

« M. Jadin, qui jusqu’ici avait trop modestement, cela est évident maintenant, limité sa gloire au chenil et à l’écurie, a envoyé une splendide vue de Rome prise de l’Arco di Parma. Il y a là, d’abord les qualités habituelles de M. Jadin, l’énergie et la solidité, mais de plus une impression poétique parfaitement bien saisie et rendue. C’est l’impression glorieuse et mélancolique du soir descendant sur la cité sainte, un soir solennel, traversé de bandes pourprées, pompeux et ardent comme la religion romaine. »

Louis Auvray au Salon de 1864

« Nous avons rarement vu à nos expositions une aussi grande toile de M. Jadin, le peintre par excellence de la race canine. Ses Douze chiens (race de Virelade) sont vivants, ils sortent du cadre tant ils sont vigoureusement peints et savamment dessinés. »

## Hommage
- Rue Jadin (Paris)